# Ore (East Sussex)
Ore – część miasta Hastings, w Anglii, w hrabstwie East Sussex. Leży 88 km na południowy wschód od Londynu. Miasto liczy 5117 mieszkańców.